# Pentadiplandra
Pentadiplandra, monotipski rod smješten u vlastitu porodicu Pentadiplandraceae, red kupusolike. jedina vrsta je P. brazzeana, autohtona u trolpskoj Africi, u Cabindi, Kamerunu, Srednjoafričkoj Republici, Kongu, Gabonu i DR Kongu.
P. brazzeana je vrlo razgranat grm koji naraste do pet metara visine, ili penjačica do 20 metara visine. Korijen je gomolj koji se sakuplja iz divljine za lokalnu uporabu i za trgovinu, a služi kao lijek.
Plod je jestiv i slatkog okusa, a služi i kao riblji otrov. U 1990-ima iz plodova je izoliran pročišćeni protein nazvan brazzein, vrlo je termostabilan, i ovisno o metodi mjerenja, 500 do 2000 puta slađi od saharoze. Od njega je stvoren niskokalorični zaslađivač ali u SAD–u još 2008 nije bio prihvaćen kao siguran, niti je u Europskoj uniji dobio dozvolu za uporabu u prehrambenoj industriji.

## Opis porodice
Pentadiplandraceae je mala porodica (jedan rod s jednom ili dvije vrste) grmova ili liana iz zapadne Afrike. Proširene baze latica su konkavne i koherentne, tvore šupljinu, a svaka latica ima tanak, slobodan režanj latice konvencionalnijeg izgleda s vrlo uskom bazom. Plod je bobica.

## Podvrste
- Pentadiplandra brazzeana var. valida Pellegrin ex Villiers